# Рефухио (Техас)
Рефу́хио (англ. Refugio) — город в США, расположенный в юго-восточной части штата Техас, административный центр одноимённого округа. По данным переписи за 2010 год число жителей составляло 2890 человек, по оценке Бюро переписи США в 2015 году в городе проживало 2855 человек.

## История
До прихода в регион европейских колонизаторов, на месте нынешнего города было поселение индейцев каранкава, которое испанцы позже называли Парахе-де-лос-Копанес. В 1795 году в район индейского поселения была перемещена миссия Нуэстра-Сеньора-дель-Рефухио. Миссия функционировала вплоть до февраля 1830 года. В 1831 году Джеймс Пауэр и Джеймс Хьюистон купили право на миссию и земли вокруг неё и в том же году было официально основано поселение Рефухио. В 1834 году поселение стало центром муниципалитета Рефухио в Мексике. В 1835 году началась война за независимость Техаса. С 12 по 15 марта 1836 года около города произошли бои при Рефухио, в результате которых поселенцы, опасавшиеся наказаний со стороны мексиканских властей, вынуждены были бежать в Викторию, Голиад и другие техасские города. После победы Техаса был основан техасский округ Рефухио, а поселение было назначено его столицей. Тем не менее город оставался разрушенным, а многие поселенцы не спешили возвращаться из-за частых набегов мексиканцев. Несмотря на принятие закона о местном самоуправлении, в городе до 1842 года отсутствовали местные власти и почтовое отделение.
С началом гражданской войны население города значительно сократилось, в 1861 году прекратил работу городской совет и к 1868 году в самом городе жило всего несколько человек. В конце 1860-х — начале 1870-х годов в городе было открыто несколько салунов и казино, которые привлекли игроков, бродяг и преступников. В 1869 году власти округа переехали сначала в Сент-Мэрис, а затем в Рокпорт. С созданием в 1871 году округа Аранзас, к территории которого отошли оба города, Рефухио вернул себе статус административного центра. В 1905 году в городе были проложены пути для железной дороги St. Louis, Brownsville and Mexico Railway.
Обнаружение нефти в округе в 1928 году привело к бурному росту города, которое продолжалось вплоть до 1970-х годов, когда бум сошёл на нет.

## География
Рефухио находится в западной части округа, его координаты: 28°18′27″ с. ш. 97°16′30″ з. д.. Город стоит на северном берегу реки Мишен (англ. Mission River).
Согласно данным бюро переписи США, площадь города составляет около 4,1 квадратных километров, полностью занятых сушей.

### Климат
Согласно классификации климатов Кёппена, в Рефухио преобладает влажный субтропический климат.
| Показатель                    | Янв. | Фев. | Март | Апр. | Май  | Июнь | Июль | Авг. | Сен.  | Окт.  | Нояб. | Дек. | Год   |
| ----------------------------- | ---- | ---- | ---- | ---- | ---- | ---- | ---- | ---- | ----- | ----- | ----- | ---- | ----- |
| Абсолютный максимум, °C       | 20,7 | 22,6 | 25,2 | 30   | 32,8 | 36,7 | 38   | 38,2 | 35,2  | 30,8  | 25,5  | 21,2 | 38,2  |
| Средний суточный максимум, °C | 18,3 | 20   | 22,9 | 26,3 | 29,6 | 32,1 | 33,3 | 34,2 | 31,7  | 28,3  | 23,6  | 19,1 | 26,7  |
| Средняя температура, °C       | 12,6 | 14,3 | 17,4 | 20,9 | 24,8 | 27,3 | 28,3 | 28,7 | 26,2  | 22,3  | 17,8  | 13,3 | 21,2  |
| Средний суточный минимум, °C  | 6,8  | 8,6  | 11,9 | 15,6 | 20   | 22,5 | 23,2 | 23,1 | 20,8  | 16,2  | 11,9  | 7,4  | 15,7  |
| Абсолютный минимум, °C        | −2,7 | −0,6 | 4,6  | 9,1  | 14,1 | 18,5 | 20,2 | 18,3 | 14,7  | 8,9   | 3,1   | −2,2 | −2,7  |
| Норма осадков, мм             | 55,9 | 61   | 76,2 | 58,4 | 81,3 | 88,9 | 91,4 | 81,3 | 111,8 | 109,2 | 71,1  | 53,3 | 937,3 |
| Источник: weatherbase.com     |      |      |      |      |      |      |      |      |       |       |       |      |       |

## Население
Согласно переписи населения 2010 года в городе проживало 2890 человек, было 1102 домохозяйства и 747 семей. Расовый состав города: 76,2 % — белые, 11,4 % — афроамериканцы, 0,3 % — коренные жители США, 0,2 % — азиаты, 0,0 % (0 человек) — жители Гавайев или Океании, 9,9 % — другие расы, 1,9 % — две и более расы. Число испаноязычных жителей любых рас составило 51,9 %.
Из 1102 домохозяйств, в 34,8 % живут дети младше 18 лет. 43,6 % домохозяйств представляли собой совместно проживающие супружеские пары (16,2 % с детьми младше 18 лет), в 18,3 % домохозяйств женщины проживали без мужей, в 5,9 % домохозяйств мужчины проживали без жён, 32,2 % домохозяйств не являлись семьями. В 28,9 % домохозяйств проживал только один человек, 15,1 % составляли одинокие пожилые люди (старше 65 лет). Средний размер домохозяйства составлял 2,55 человека. Средний размер семьи — 3,12 человека.
Население города по возрастному диапазону распределилось следующим образом: 29 % — жители младше 20 лет, 21,4 % находятся в возрасте от 20 до 39, 30,7 % — от 40 до 64, 19 % — 65 лет и старше. Средний возраст составляет 39,7 года.
Согласно данным опросов пяти лет с 2011 по 2015 годы, средний доход домохозяйства в Рефухио составляет 36 318 долларов США в год, средний доход семьи — 39 625 долларов. Доход на душу населения в городе составляет 21 454 доллара. Около 27,6 % семей и 23 % населения находятся за чертой бедности. В том числе 35 % в возрасте до 18 лет и 16,9 % в возрасте 65 и старше.

## Местное управление
Управление городом осуществляется избираемыми мэром и городским советом, состоящим из пяти человек.

## Инфраструктура и транспорт
Через город проходят автомагистрали США US 77, US 183, а также альтернативная магистраль US 77.
В Рефухио находится аэропорт Рук-Филд. Аэропорт располагает двумя взлётно-посадочными полосами длиной 1329 и 914 метров. Ближайшими аэропортами, выполняющими коммерческие пассажирские рейсы, являются региональный аэропорт Виктории примерно в 180 километрах к северо-востоку от города, а также Международный аэропорт Корпус-Кристи примерно в 80 километрах на юго-запад от Рефухио.

## Образование
Город обслуживается независимым школьным округом Рефухио.